# 피직스 리포트
《피직스 리포트》는 1971년부터 엘스피어에서 출판되고 있는, 피직스 레터의 리뷰 격이 되는 과학 학술지이다.

## 자매 출판물
- 피직스 레터 A
- 피직스 레터 B
- 뉴클리어 피직스 A
- 뉴클리어 피직스 B
- 뉴 애스트로노미
- 뉴 애스트로노미 리뷰